# Habia gutturalis
Habia gutturalis е вид птица от семейство Cardinalidae. Видът е почти застрашен от изчезване.

## Разпространение
Видът е разпространен в Колумбия.